# 1. deild 1966
La 1. deild 1966 fu la 55ª edizione della massima serie del campionato di calcio islandese disputata tra il 30 maggio e il 2 ottobre 1966 e conclusa con la vittoria del Valur, al suo tredicesimo titolo.
Capocannoniere del torneo fu Jon Johansson (Keflav) con 10 reti.

## Formula
Come nella stagione precedente le squadre partecipanti furono sei e si incontrarono in un turno di andata e ritorno per un totale di dieci partite.
L'ultima classificata retrocedette in 2. deild karla.
Le squadre qualificate alle coppe europee furono due: i campioni alla Coppa dei Campioni 1967-1968 mentre i vincitori della coppa nazionale alla Coppa delle Coppe 1967-1968.

## Squadre partecipanti
| Club     | Città     | Stadio | Posizione 1965     |
| -------- | --------- | ------ | ------------------ |
| Þróttur  | Reykjavík |        | 2. deild           |
| KR       | Reykjavík |        | Campione d'Islanda |
| Valur    | Reykjavík |        | 5°                 |
| ÍA       | Akranes   |        | 2°                 |
| ÍBA      | Akureyri  |        | 4°                 |
| Keflavík | Keflavík  |        | 3°                 |

## Classifica finale
|  | Pos. | Squadra  | Pt | G  | V | N | P | GF | GS | DR  |
|  | ---- | -------- | -- | -- | - | - | - | -- | -- | --- |
|  | 1.   | Valur    | 14 | 10 | 6 | 2 | 2 | 20 | 12 | +8  |
|  | 2.   | Keflavík | 14 | 10 | 6 | 2 | 2 | 23 | 12 | +11 |
|  | 3.   | ÍBA      | 12 | 10 | 4 | 4 | 2 | 20 | 17 | +3  |
|  | 4.   | KR       | 10 | 10 | 4 | 2 | 4 | 19 | 13 | +6  |
|  | 5.   | ÍA       | 7  | 10 | 2 | 3 | 5 | 13 | 21 | -8  |
|  | 6.   | Þróttur  | 3  | 10 | 0 | 3 | 7 | 7  | 27 | -20 |

Legenda:
      Ammesso alla finale
      Ammesso alla Coppa delle Coppe
      Retrocesso in 2. deild karla
Note:
Due punti a vittoria, uno a pareggio, zero a sconfitta.

### Spareggio scudetto
| Reykjavík 25 settembre 1966 | Valur | 2 – 2 | Keflavík | Laugardalsvöllur |

replay
| Reykjavík 2 ottobre 1966 | Valur | 2 – 1 | Keflavík | Laugardalsvöllur |

### Verdetti
- Valur Campione d'Islanda 1966 e qualificato alla Coppa dei Campioni
- KR qualificato alla Coppa delle Coppe
- Þróttur retrocesso in 2. deild karla.